# روسلاره
شهر روسِلاره (به هلندی: Roeselare) در شهرستان روسلاره در استان فلاندری غربی در منطقه فلاندری در کشور بلژیک واقع شده‌است.